# Miyabea
Miyabea là một chi rêu trong họ Thuidiaceae.